# Baupte
Baupte é uma comuna francesa na região administrativa da Normandia, no departamento Mancha. Estende-se por uma área de 2,29 km². Em 2010 a comuna tinha 438 habitantes (densidade: 191,3 hab./km²).